# 栄光の道
栄光の道（ひかりのみち）は、2006年にニューヨーク・ヤンキース松井秀喜選手の応援歌として作られた曲。現在同選手の公式応援歌として、2007年度シーズン中、ヤンキー・スタジアムで松井が第3打席に入るときのテーマ曲として流れた。
作詞:響敏也　作曲:宮川彬良

## 概要
オーケストラ・アンサンブル金沢（以下OEK）が石川県出身の同選手を応援するために企画した曲である。提唱者は当時OEKの音楽監督を務めていた岩城宏之（現・永久名誉監督）であったが、2006年6月13日に死去。その遺志を受け同年末までに完成、同年12月31日の「カウントダウン・コンサート」で初演された。なお、当日は松井選手本人も指揮を行った。
歌詞は一般から募集し（岩城は審査員を務める予定だった）、応募総数148点の中から選ばれた新潟県の中学2年生の作品をもとに作られたものである。原作のタイトルは「光の道」だった。

## マキシシングル
ビクターエンタテインメントから発売された全国発売盤（VICL-36204）と，石川県のCDショップヤマチクから発売された（名義は石川県音楽文化振興事業団）OEKレーベルの県内限定盤（NCS-568）がある。
収録曲
1. 「栄光の道」原曲
2. 「栄光の道」カラオケ
3. 「栄光の道」Stadium Edit
4. 「栄光の道」Stadium Editのカラオケ
5. 「Take Me Out to the Ball Game（私を野球に連れてって）」英語詞
6. 「Take Me Out to the Ball Game」カラオケ

演奏
- 指揮　ルドヴィーク・モルロー
- 演奏　オーケストラ･アンサンブル金沢
- 歌　　安藤常光（金沢大学教育学部助教授・バリトン），OEK合唱団

※Take Me Out To The Ball Game は鳥木弥生（メゾソプラノ）
指揮のモルローは、「カウントダウン・コンサート」の指揮を務めた縁でこの収録に参加することとなった。
なお、OEKレーベル盤では上記の曲以外に、
- 地元児童合唱団が歌う「栄光の道」
- 2003年9月のOEK東京公演アンコールで演奏された岩城指揮による「六甲おろし」
- 松井の父である松井昌雄の歌「鼓門で逢いましょう」
- カウントダウンコンサートでの松井へのインタビュー

が収録されている。

## 関連記事
- 翔け世界の頂点へ〜松井秀喜応援歌〜